# ایندول-۵٬۶-کوئینون
ایندول-۵٬۶-کوئینون (به انگلیسی: Indole-5,6-quinone) با فرمول شیمیایی C8H5NO2 یک ترکیب شیمیایی با شناسه پاب‌کم 440728 است. که جرم مولی آن ۱۴۷٫۱۳ گرم بر مول می‌باشد. 